# Limnebius crinifer
Limnebius crinifer is een keversoort behorend tot de familie der waterkruipers (Hydraenidae). Hij komt voor in stilstaand en stromend water.

## Kenmerken
Volwassen exemplaren hebben een lengte van 1,7 tot 2,1 mm.

## Verspreiding
Hij komt voor in Europa. 